# Eccellenza 1997-1998
Il campionato italiano di calcio di Eccellenza regionale 1997-1998 è stato il settimo organizzato in Italia. Rappresenta il sesto livello del calcio italiano. Il campionato è strutturato su vari gironi all'italiana su base regionale.
Questo è il quadro delle squadre promosse al C.N.D. dai vari campionati di Eccellenza regionale. Sono ammesse alla massima categoria dilettantistica italiana le vincenti dei rispettivi campionati regionali più le sette migliori squadre risultanti dai play-off a cui accedono le squadre designate dai vari comitati regionali a seguito dei propri regolamenti.

## Campionati
- Eccellenza Abruzzo 1997-1998
- Eccellenza Basilicata 1997-1998
- Eccellenza Calabria 1997-1998
- Eccellenza Campania 1997-1998
- Eccellenza Emilia-Romagna 1997-1998
- Eccellenza Friuli-Venezia Giulia 1997-1998
- Eccellenza Lazio 1997-1998
- Eccellenza Liguria 1997-1998
- Eccellenza Lombardia 1997-1998
- Eccellenza Marche 1997-1998
- Eccellenza Molise 1997-1998
- Eccellenza Piemonte-Valle d'Aosta 1997-1998
- Eccellenza Puglia 1997-1998
- Eccellenza Sardegna 1997-1998
- Eccellenza Sicilia 1997-1998
- Eccellenza Toscana 1997-1998
- Eccellenza Trentino-Alto Adige 1997-1998
- Eccellenza Umbria 1997-1998
- Eccellenza Veneto 1997-1998

## Quadro riepilogativo nazionale
| Regione/Girone          | Sqr  | 1ª classificata e promossa nel C.N.D. | Altre promozioni nel C.N.D. | 2ª classificata       | Vincente Coppa                |
| ----------------------- | ---- | ------------------------------------- | --------------------------- | --------------------- | ----------------------------- |
| Abruzzo                 | 18   | Lanciano                              | Renato Curi                 | Renato Curi           | Lanciano                      |
| Basilicata              | 16   | Policoro                              | Ruggiero di Lauria          | Sporting Villa d'Agri | Pescopagano                   |
| Calabria                | 16   | Vibonese                              | -                           | Torretta              | Palmese                       |
| Campania girone A       | 16   | Viribus Unitis                        | -                           | Saviano               | Sorrento                      |
| Campania girone B       | 16   | Sorrento                              | Palmese                     | Palmese               | Sorrento                      |
| Emilia-Romagna girone A | 18   | Casalese                              | -                           | Correggese            | GS Bagnolese                  |
| Emilia-Romagna girone B | 16   | Russi                                 | -                           | Massalombarda         | GS Bagnolese                  |
| Friuli-Venezia Giulia   | 16   | Itala San Marco                       | -                           | Sacilese              | Sacilese                      |
| Lazio girone A          | 16   | Fregene                               | Tivoli                      | Tivoli                | Aprilia                       |
| Lazio Girone B          | 16   | La Setina Sezze                       | -                           | Formia                | Aprilia                       |
| Liguria                 | 16   | Sestrese                              | -                           | Sarzanese             | Sestrese                      |
| Lombardia girone A      | 18   | Oggiono                               | Guanzatese                  | Guanzatese            | Stezzanese                    |
| Lombardia girone B      | 18   | Sancolombano                          | Sant'Angelo                 | Sant'Angelo           | Stezzanese                    |
| Lombardia girone C      | 18   | Corte Romanese                        | -                           | Salò Benaco           | Stezzanese                    |
| Marche                  | 16   | Monturanese                           | -                           | Real Montecchio       | Civitanovese                  |
| Molise                  | 16   | Isernia                               | -                           | Turris Santa Croce    | Isernia                       |
| Piemonte girone A       | 16   | Sangiustese                           | -                           | Cannobiese            | Lascaris                      |
| Piemonte girone B       | 16   | Novese                                | Acqui                       | Acqui                 | Lascaris                      |
| Puglia                  | 16   | Aradeo                                | Barletta                    | Barletta              | Squinzano                     |
| Sardegna                | 16   | Arzachena                             | -                           | Pula                  | Villacidrese                  |
| Sicilia girone A        | 16   | Agrigento                             | -                           | Alcamo                | Siracusa                      |
| Sicilia girone B        | 16   | Siracusa                              | -                           | Giarre                | Siracusa                      |
| Toscana girone A        | 16   | Cascina                               | Grosseto Larcianese         | Grosseto              | Larcianese                    |
| Toscana girone B        | 16   | Sangimignano                          | -                           | San Quirico d'Orcia   | Larcianese                    |
| Trentino-Alto Adige     | 16   | Rovereto                              | -                           | Bolzano               | Benacense 1905                |
| Umbria                  | 16   | Orvietana                             | -                           | Bastia                | Tiberis                       |
| Veneto girone A         | 16   | Montecchio Maggiore                   | Monselice                   | Monselice             | Vittorio Veneto               |
| Veneto girone B         | 16   | Portogruaro                           | -                           | La Marenese           | Vittorio Veneto               |
|                         | Tot. |                                       |                             |                       | Vincente fase Nazionale Coppa |
| 28 gironi               | 458  |                                       |                             |                       | Larcianese                    |

## Play-off nazionali

### Primo Turno
| Squadra 1                      | Totale | Squadra 2                        | Andata | Ritorno |
| ------------------------------ | ------ | -------------------------------- | ------ | ------- |
| Piemonte A Cannobiese          | 1 - 2  | Piemonte B Acqui                 | 0 - 2  | 1 - 0   |
| Lombardia A Guanzatese         | 2 - 1  | Liguria Sarzanese                | 1 - 1  | 1 - 0   |
| Lombardia B Sant'Angelo        | 6 - 3  | Lombardia C Salò                 | 4 - 2  | 2 - 1   |
| Veneto A Monselice             | 3 - 2  | Veneto B Miranese                | 1 - 0  | 2 - 2   |
| Friuli-Venezia Giulia Sacilese | 3 - 1  | Trentino A.A. Bolzano            | 2 - 0  | 1 - 1   |
| Emilia-Romagna A Correggese    | 1 - 3  | Emilia-Romagna B Massalombarda   | 1 - 3  | 0 - 0   |
| Toscana A Grosseto             | 4 - 3  | Toscana B San Quirico d'Orcia    | 3 - 2  | 1 - 1   |
| Marche Real Montecchio         | 4 - 2  | Sardegna Pula                    | 2 - 0  | 2 - 2   |
| Umbria Bastia                  | 1 - 2  | Abruzzo Renato Curi              | 0 - 0  | 1 - 2   |
| Lazio A Tivoli                 | 1 - 0  | Lazio B Formia                   | 0 - 0  | 1 - 0   |
| Campania A Saviano             | 0 - 1  | Campania B Palmese (NA)          | 0 - 0  | 0 - 1   |
| Calabria Torretta              | 1 - 3  | Basilicata Sporting Villa d'Agri | 0 - 0  | 1 - 3   |
| Puglia Barletta                | 2 - 0  | Molise Turris Santa Croce        | 1 - 0  | 1 - 0   |
| Sicilia A Alcamo               | 3 - 2  | Sicilia B Giarre                 | 1 - 2  | 2 - 0   |

### Secondo Turno
- Le vincenti sono promosse nel Campionato Nazionale Dilettanti 1998-1999

| Squadra 1                        | Totale | Squadra 2                      | Andata | Ritorno   |
| -------------------------------- | ------ | ------------------------------ | ------ | --------- |
| Piemonte B Acqui                 | 3 - 4  | Lombardia A Guanzatese         | 0 - 1  | 3 - 3     |
| Emilia-Romagna B Massalombarda   | 2 - 6  | Lombardia B Sant'Angelo        | 2 - 3  | 0 - 3     |
| Veneto A Monselice               | 3 - 2  | Friuli-Venezia Giulia Sacilese | 0 - 2  | 3 - 0 dts |
| Abruzzo Renato Curi              | 1 - 2  | Toscana A Grosseto             | 0 - 0  | 1 - 2     |
| Campania B Palmese (NA)          | 3 - 2  | Marche Real Montecchio         | 1 - 0  | 2 - 2     |
| Lazio A Tivoli                   | 1 - 0  | Sicilia A Alcamo               | 1 - 0  | 0 - 0     |
| Basilicata Sporting Villa d'Agri | 0 - 2  | Puglia Barletta                | 0 - 0  | 0 - 2     |